# Neoclypeodytes pictodes
Neoclypeodytes pictodes är en skalbaggsart som först beskrevs av Sharp 1882.  Neoclypeodytes pictodes ingår i släktet Neoclypeodytes och familjen dykare. Inga underarter finns listade i Catalogue of Life.